# Molly Quinn
Molly Caitlyn Quinn (Texarkana, 8 ottobre 1993) è un'attrice e doppiatrice statunitense, nota per il ruolo di Alexis Castle nella serie televisiva Castle.

## Biografia e carriera
Nata a Texarkana, Texas, comincia a prendere lezioni di recitazione settimanalmente dal regista e produttore in pensione Martin Beck dopo l'esecuzione de Lo schiaccianoci all'età di sei anni. Alle scuole medie, fa un'audizione all'Actors Studio, dove si esibisce per il direttore dei programmi Linda Seto, nonché i rappresentanti delle Osbrink Talent Agency. Dopo sei mesi di studi in recitazione, firma un contratto con l'agenzia Osbrink e, successivamente, con Ellen Meyer Management. Per permettere alla figlia di avere più possibilità, la famiglia si trasferisce in California: il primo ruolo, consistente in una sola battuta, è in Walk Hard - La storia di Dewey Cox.
Nel 2009 è in My One and Only, con Renée Zellweger e Logan Lerman, e lavora con l'acclamato regista Robert Zemeckis nella versione cinematografica del classico di Charles Dickens A Christmas Carol; inoltre, approda in televisione nel ruolo di Alexis, figlia di Richard Castle, nella serie televisiva della ABC Castle.
Nel 2010 è nel film per la televisione Avalon High e inizia a doppiare, partecipando a The 3rd Birthday e Ben 10: Ultimate Alien. L'anno seguente comincia a prestare la voce a Bloom nel doppiaggio in inglese di Winx Club ed è la voce narrante dei due documentari Leaving Selma e Stars Fell On Alabama, l'uno il seguito dell'altro. Prende inoltre parte a Finding Hope, un pilot di Dianne Namm sugli adolescenti che vivono per le strade, nel quale interpreta la protagonista Esmee: il personaggio era già stato introdotto nel 2008 in The Sacrifice, un altro pilot della stessa regista, sempre dalla Quinn.
A gennaio 2012 comincia a lavorare sul set del film Hansel & Gretel Get Baked, nel quale interpreta Gretel; sempre durante lo stesso anno è sul set di The First Time e Come ti spaccio la famiglia, con Jennifer Aniston ed Emma Roberts. A luglio 2012 viene inoltre annunciato che presterà la voce a Supergirl in un progetto ancora senza nome della DC Animated. Nel 2024 sposa Elan Gale di professione produttore e sceneggiatore.

## Filmografia

### Attrice

#### Cinema
- Camp Winoaka, regia di Xai Homechan (2006)
- Walk Hard - La storia di Dewey Cox (Walk Hard: The Dewey Cox Story), regia di Jake Kasdan (2007)
- The Sacrifice, regia di Diane Namm – cortometraggio (2008)
- My One and Only, regia di Richard Loncraine (2009)
- Finding Hope, regia di Diane Namm – cortometraggio (2011)
- The First Time, regia di Jon Kasdan (2012)
- Hansel e Gretel e la strega della foresta nera (Hansel & Gretel Get Baked), regia di Duane Journey (2013)
- Come ti spaccio la famiglia (We're the Millers), regia di Rawson Marshall Thurber (2013)
- Welcome to Happiness, regia di Oliver Thompson (2015)
- Guardiani della Galassia Vol. 2 (Guardians of the Galaxy Vol. 2), regia di James Gunn (2017)
- Doctor Sleep, regia di Mike Flanagan (2019)
- The Life of Chuck, regia di Mike Flanagan (2024)
- Guardiani della Galassia Vol. 3 (Guardians of the Galaxy Vol. 3), regia di James Gunn

#### Televisione
- Castle – serie TV, 154 episodi (2009-2016)
- Avalon High, regia di Stuart Gillard – film TV (2010)
- The Fix – serie TV, 2 episodi (2019)
- The Rookie – serie TV, episodi 3x08 - 5x12 (2021-2023)

### Doppiatrice
- A Christmas Carol, regia di Robert Zemeckis (2009)
- The 3rd Birthday – videogioco (2010)
- Ben 10: Ultimate Alien – serie animata, episodi 2x01-2x14 (2010)
- Winx Club – serie animata, 108 episodi (2011-2014)
- Leaving Selma – documentario (2011)
- Stars Fell On Alabama – documentario (2011)
- Città degli angeli caduti – audiolibro (2011)
- Artifact – videogioco (2018)

## Doppiatrici italiane
Nelle versioni in italiano delle opere in cui ha recitato, Molly Quinn è stata doppiata da:
- Giulia Tarquini in Castle, Avalon High, Hansel e Gretel e la strega della foresta nera, The Rookie (ep. 5x12)
- Ludovica De Caro in My One and Only
- Rossa Caputo in My One and Only (ridoppiaggio)
- Giulia Franceschetti in Come ti spaccio la famiglia
- Martina Tamburello in The Rookie (ep. 3x08)
- Giulia Sanna ne La caduta della casa degli Usher

Da doppiatrice è sostituita da:
- Joy Saltarelli in Ben 10: Ultimate Alien
- Letizia Ciampa in Winx Club